# Ian Haugland
Jan-Håkan „Ian“ Haugland (Nordreisa, 13 de agosto de 1964) é um músico sueco de origem norueguesa. Ele é conhecido como baterista da banda de hard rock Europe. Ian nasceu na Noruega, assim como também o guitarrista John Norum, e quando tinha oito meses de idade, ele e sua família se mudaram para o subúrbio de Märsta, na Suécia. Juntou-se à banda Europe em 1984, substituindo Tony Reno, durante a turnê do álbum Wings of Tomorrow.
Após a dissolução do grupo em 1992,  Haugland tocou na banda Brazen Abbot, e também com o ex-baixista do Deep Purple, Glenn Hughes, junto com outros ex-integrantes do Europe.  
Quando ele não está na estrada ou no estúdio, ele trabalha em um canal de rádio chamado de 106,7 Rockklassiker em Estocolmo e de vez em quando ele toca bateria no estúdio. 
Haugland e casado e tem 3 filhos. Seu único filho homem, Simon, morreu em 2017.

## Discografia
- Europe - The Final Countdown (1986)
- Tone Norum - One of a Kind (1986)
- Europe - Out of This World (1988)
- Europe - Prisoners in Paradise (1991)
- Baltimoore - Thought for Food (1992)
- Niva - No Capitulation (1994)
- Glenn Hughes - From Now On… (1994)
- Glenn Hughes - Burning Japan Live (1994)
- Trilogy - Lust Provider (1994)
- R.A.W. - First (1995)
- Brazen Abbot - Live and Learn (1996)
- Peter Jezewski - Swedish Gold (1996)
- Brazen Abbot - Eye of the Storm (1997)
- Clockwise - Nostalgia (1997)
- R.A.W. - Now We're Cookin' (1997)
- Brazen Abbot - Bad Religion (1998)
- Clockwise - Naïve (1998)
- Ozzy Osbourne Tribute - Ozzified (1998)
- Brains Beat Beauty - First Came Moses, Now This… (1998)
- Thore Skogman - Än Är Det Drag (1998)
- Candlemass - Dactylis Glomerata (1998)
- Totte Wallin - M M M Blues (och lite country) (1998)
- Nikolo Kotzev's Nostradamus - Nostradamus (2001)
- Baltimoore - The Best of Baltimoore (2001)
- Sha-Boom - FIIIRE!! - The Best of Sha-Boom ( 2002)
- Brazen Abbot - Guilty as Sin (2003)
- Last Autumn's Dream - Last Autumn's Dream (2003)
- Europe - Start from the Dark (2004)
- Europe - Secret Society (2006)
- Europe - Almost Unplugged (2008)
- Europe - Last Look At Eden (2009)
- Europe - Bag Of Bones (2012)
- Europe - War of Kings (2015)
- Europe - Walk the Earth (2017)